# Ira Sprague Bowen
Pour les articles homonymes, voir Bowen.
Ira Sprague Bowen (21 décembre 1898 - 6 février 1973) est un astronome américain.

## Biographie
Il est diplômé de l'Oberlin College et du California Institute of Technology. Il fait de la physique de 1921 à 1945 pour se tourner ensuite vers l'astronomie. Il fut directeur des observatoires du Mont Wilson (de 1946 à 1966) et du Mont Palomar (de 1948 à 1966).
En 1927, il découvre que le nébulium, élément dont l'existence est suspectée dans les nébuleuses gazeuses pour expliquer l'existence de lignes inexpliquées dans leurs spectres, n'existe pas. Bowen explique ces raies spectrales non identifiées en tant que raies de transition interdites.

## Distinctions et récompenses
Il a reçu les récompenses suivantes :
- médaille Henry Draper en 1942,
- prix Rumford en 1949,
- médaille Bruce en 1957,
- Henry Norris Russell Lectureship en 1964,
- médaille d'or de la Royal Astronomical Society en 1966.

Il a également été honoré de différentes façons :
- le cratère Bowen sur la Lune est baptisé en son honneur,
- l'astéroïde (3363) Bowen également,
- le rapport de Bowen concernant les flux d'énergie entre deux corps, est défini par le quotient chaleur sensible/chaleur latente.